# Трояни (Самбірський район)
Трояни́ —  село в Україні, в Самбірському районі Львівської області. Населення становить 72 особи (2021). Орган місцевого самоврядування - Ралівська сільська рада.